# UC SPECIAL LIVE ayumi hamasaki limited stage 2000 winter
『UC SPECIAL LIVE ayumi hamasaki limited stage 2000 winter』（ユーシー・スペシャル・ライブ・アユミ・ハマサキ・リミッティド・ステージ・2000・ウィンター）は、浜崎あゆみが2000年12月9日にユーシーカード株式会社主催で行ったライブである。

## 概要
UC会員限定スペシャルプライベートライブで、2000年7月1日より実施された「UC LUCKY! 入会キャンペーン」期間中にUCカードに新規入会した会員のなかから抽選で選ばれた500組1000名がライブに参加できた。
東京国際フォーラムのCホールで開催されたが、開催当初は不明で、参加者のみに通知された。
2018年3月現在、このライブの映像化はされていない。

## 曲目
1. TO BE
2. YOU
3. SCAR
4. LOVE 〜Destiny〜
5. teddy bear
6. Key 〜eternal tie ver.〜
7. SEASONS
8. A Song for ××
9. M
10. girlish